# Will Martina
William „Will“ Martina (* in Canberra) ist ein australischer Jazz-Cellist.

## Leben und Wirken
Martina wuchs in Canberra auf und erhielt bereits in jungen Jahren mit klassischem Cellounterricht. Er verbrachte ein Jahr in London, um dann sein klassisches Instrumentalstudium in Melbourne zu beenden. als er die Improvisation entdeckte. 2006 zog er nach New York, wo er bei Grégoire Maret, Josh Roseman und Larry Grenadier Unterricht nahm.
Martina trat mit so unterschiedlichen Künstlern wie Henry Threadgill, Dave Liebman und Melvin Van Peebles auf. Dann wurde er Mitglied der Bands von Bassam Saba und von Jason Lindner und des Burnt Sugar Chamber Arkestra (Making Love to the Dark Ages). Er nahm auch Alben unter eigenem Namen auf, darunter The Dam Levels (2011) und Modular Living by Design (2013) mit dem Pianisten Lindner und dem Schlagzeuger Richie Barshay. Mit Dave Douglas und dem Monash Art Ensemble entstand das Album Fabliaux (Greenleaf Music 2015), mit dem JC Sanford Orchestra Views from the Inside (Whirlwind Recordings). Auf dem Sampler Mizik Pou Dwa Moun: A Burnt Sugar Collective Compilation for the People of Ayiti. Disc 1 des Burnt Sugar Collective ist ein Titel von Martina mit Nasheet Waits und Justice Dilla-X veröffentlicht.

## Diskographische Hinweise
- 2011: The Dam Levels (mit Jason Lindner, Richie Barshay)[4][3]
- 2013: Modular Living by Design (mit Jason Lindner, Richie Barshay sowie Jorge Continentino, Mark Kelley, Grégoire Maret)[7][8]
- 2014: Kavita Shah Visions (Naïve Records, mit Lionel Loueke, Steve Newcomb, Linda Oh u. a.)